# MGCS
주 지상 전투 시스템(主地上戰鬪 - , 영어: Main Ground Combat System, MGCS)은 2012년부터 프랑스와 독일이 현재 배치한 레오파르트 2와 르클레르 전차를 교체하기 위한 프로젝트이다. 2016년에 이 프로그램은 개념 단계에 있었으며 2017년까지 완료될 것으로 여겨진다. 새로운 전차의 전제 조건은 성능이 향상된 새로운 주포를 개발하는 것이다. 독일 국방 회사인 라인메탈은 사업에 참여하여 레오파르트 2A6에 도입된 L/55 대포 보다 우수한 성능으로 새로운 대포 Rheinmetall Rh-130 L / 51 을 개발할 예정이다. 라인메탈은 2016년 Eurosatory 군사 박람회에서 130mm L51을 시연했다. 2018년에 시제품이 나온것으로 보아 차기 전차는 2025년에 실전 배치할 것으로 여겨진다.

## EMBT(Euro-Main battle tank)
EMBT는 2018년 Eurosatory 파리, 프랑스, 군사 박람회에서 공개된 전차로, 독일 레오파르트 2의 차체에 프랑스 르클레르의 포탑이 얹여진 설계였다.

### 설계
68 톤을 운반 할 수 있는 Leopard 2A7의 선체, 엔진 및 전체 섀시는 Leclerc의 더 가볍고 컴팩트 한 오토로더 장착 터릿 을 호스팅하도록 수정되었다.

### 고객
프랑스 언론은 이탈리아와 폴란드 국방부가 프로젝트 참여에 관심을 표명하고 EU의 PESCO 프로그램과 다른 형태의 EU 국방 기금에 포함되기를 희망한다고 보도했다. 그러나 2020년 1월 4일 폴란드는 MGCS에서 제외되었다. 2020년 1월 20일 폴란드 정부는 현대 로템과 2023년부터 폴란드의 K2 Black Panther 탱크 생산 허가를위한 협상 파트너십을 발표했다. 스페인 육군은 Leopard 2E MBT를 MGCS로 대체하는 데 관심이 있다고 발표했다.

## 같이 보기
- T-14 아르마타
- 10식 전차